# تل چم۱ ۰۵۴
تل چم۱ ۰۵۴ مربوط به دوران‌های تاریخی پس از اسلام است و در شهرستان شوشتر، روستای عرب حسن و نعنایه واقع شده و این اثر در تاریخ ۵ آذر ۱۳۸۰ با شمارهٔ ثبت ۴۲۸۹ به‌عنوان یکی از آثار ملی ایران به ثبت رسیده است.